# Ясень (Ивано-Франковская область)
Я́сень (укр. Ясень) — село в Перегинской поселковой общине Калушского района Ивано-Франковской области Украины.

## История
В 1985 году здесь был построен санаторий «Ясень» на 108 мест (архитектор Б. Ироденко).
Население по переписи 2001 года составляло 3563 человека.